# Crni grab (biljna vrsta)
Crni grab (lat. Ostrya carpinifolia) je stablo iz roda Ostrya (crni grab), u porodici brezovki (Betulaceae), porijeklom iz Europe.

## Rasprostranjenost
Crni grab pridolazi u državama kao što su: Italija, Francuska, Austrija, Slovenija, Albanija, Hrvatska, Bosna i Hercegovina, Srbija, Crna Gora, Makedonija, Grčka, Bugarska, južni dio Švicarske i Turska. Može se pronaći i na srednjim visinama, u južnoj Italiji i na Siciliji, na jugu Apeninskog poluotoka u mješovitim brdskim šumama i termofilnim submediteranskim šumama.

## Opis
Crni grab je širokolisno bjelogorično drvo, koje može doseći i do 25 metara. Ima grubu koru i dvostruko nazubljeni rubovi lišća dugo 5 - 13 cm.
Cvjetovi se javljaju u proljeće, s muškim resama dugim 5-10 cm i ženskim resama dužine 2-5 cm. Plodovi su u visećim grozdovima 3-8 cm sa 6-20 sjemena; svako sjeme je mali oraščić od 6-10 mm, potpuno zatvoren u mjehuru nalik ovojnici.

## Upotreba
Drvo je vrlo teško i tvrdo, a služi za izradu alata. 

## Tekst podnaslova
Ime roda Ostrya je izveden iz grčke riječi ostreion (školjka), zbog plodova u omotaču što podsjećaju na ljušture školjke.

## Vanjske poveznice
|  | Zajednički poslužitelj ima stranicu o temi Ostrya carpinifolia    |
|  | Zajednički poslužitelj ima još gradiva o temi Ostrya carpinifolia |
|  | Wikivrste imaju podatke o taksonu Ostrya carpinifolia             |